# Lista planetelor minore: 260001–261000
Aceasta este lista planetelor minore cu numerele 260001–261000.

## 260001–260100
| Denumire | Denumire provizorie | Data descoperirii | Locul descoperirii | Descoperitor(i) |
| -------- | ------------------- | ----------------- | ------------------ | --------------- |
| 260001 – | 2004 FR112          | 26 martie 2004    | Kitt Peak          | Spacewatch      |
| 260002 – | 2004 FJ116          | 23 martie 2004    | Socorro            | LINEAR          |
| 260006 – | 2004 FX123          | 26 martie 2004    | Catalina           | CSS             |
| 260011 – | 2004 FO130          | 22 martie 2004    | Anderson Mesa      | LONEOS          |
| 260012 – | 2004 FN139          | 24 martie 2004    | Siding Spring      | SSS             |
| 260022 – | 2004 GS16           | 10 aprilie 2004   | Palomar            | NEAT            |
| 260050 – | 2004 GF88           | 14 aprilie 2004   | Haleakala          | NEAT            |
| 260078 – | 2004 JV12           | 13 mai 2004       | Reedy Creek        | J. Broughton    |
| 260087 – | 2004 KS6            | 18 mai 2004       | Campo Imperatore   | CINEOS          |
| 260089 – | 2004 KO17           | 27 mai 2004       | Uccle              | Uccle           |
| 260090 – | 2004 KW17           | 24 mai 2004       | Bergisch Gladbach  | W. Bickel       |
| 260097 – | 2004 MX3            | 22 iunie 2004     | Wrightwood         | J. W. Young     |
| 260098 – | 2004 ME5            | 18 iunie 2004     | Piszkéstető        | K. Sárneczky    |

## 260101–260200
| Denumire | Denumire provizorie | Data descoperirii | Locul descoperirii | Descoperitor(i) |
| -------- | ------------------- | ----------------- | ------------------ | --------------- |
| 260103 – | 2004 NL25           | 14 iulie 2004     | Needville          | J. Dellinger    |
| 260129 – | 2004 PV92           | 11 august 2004    | Wrightwood         | M. Vale         |
| 260137 – | 2004 PL115          | 12 august 2004    | Cerro Tololo       | M. W. Buie      |

## 260201–260300
| Denumire       | Denumire provizorie | Data descoperirii  | Locul descoperirii | Descoperitor(i) |
| -------------- | ------------------- | ------------------ | ------------------ | --------------- |
| 260235 Attwood | 2004 RU289          | 12 septembrie 2004 | Jarnac             | Jarnac          |
| 260255 –       | 2004 SU             | 17 septembrie 2004 | Three Buttes       | G. R. Jones     |
| 260262 –       | 2004 SK20           | 17 septembrie 2004 | Desert Eagle       | W. K. Y. Yeung  |

## 260301–260400
| Denumire | Denumire provizorie | Data descoperirii | Locul descoperirii | Descoperitor(i) |
| -------- | ------------------- | ----------------- | ------------------ | --------------- |
| 260388 – | 2004 VP65           | 13 noiembrie 2004 | Charleston         | R. Holmes       |

## 260401–260500
| Denumire | Denumire provizorie | Data descoperirii | Locul descoperirii | Descoperitor(i)             |
| -------- | ------------------- | ----------------- | ------------------ | --------------------------- |
| 260447 – | 2004 YW12           | 18 decembrie 2004 | Mount Lemmon       | Mount Lemmon Survey         |
| 260454 – | 2005 AL29           | 15 ianuarie 2005  | Kvistaberg         | Uppsala-DLR Asteroid Survey |
| 260473 – | 2005 BH28           | 31 ianuarie 2005  | Goodricke-Pigott   | R. A. Tucker                |
| 260483 – | 2005 CO38           | 9 februarie 2005  | Gnosca             | S. Sposetti                 |

## 260501–260600
| Denumire      | Denumire provizorie | Data descoperirii | Locul descoperirii | Descoperitor(i)         |
| ------------- | ------------------- | ----------------- | ------------------ | ----------------------- |
| 260505 –      | 2005 EX32           | 5 martie 2005     | Kitami             | K. Endate               |
| 260508 Alagna | 2005 EU51           | 3 martie 2005     | Nogales            | J.-C. Merlin            |
| 260526 –      | 2005 EV117          | 7 martie 2005     | La Silla           | R. Gauderon, R. Behrend |
| 260585 –      | 2005 EJ287          | 5 martie 2005     | Wise               | Wise                    |

## 260601–260700
| Denumire          | Denumire provizorie | Data descoperirii | Locul descoperirii | Descoperitor(i) |
| ----------------- | ------------------- | ----------------- | ------------------ | --------------- |
| 260601 Wesselényi | 2005 GP8            | 2 aprilie 2005    | Piszkéstető        | K. Sárneczky    |
| 260669 –          | 2005 JX6            | 4 mai 2005        | Mauna Kea          | C. Veillet      |

## 260701–260800
| Denumire        | Denumire provizorie | Data descoperirii | Locul descoperirii | Descoperitor(i) |
| --------------- | ------------------- | ----------------- | ------------------ | --------------- |
| 260724 Malherbe | 2005 KB10           | 30 mai 2005       | Saint-Sulpice      | Saint-Sulpice   |

## 260801–260900
| Denumire          | Denumire provizorie | Data descoperirii | Locul descoperirii | Descoperitor(i) |
| ----------------- | ------------------- | ----------------- | ------------------ | --------------- |
| 260824 Hermanus   | 2005 PC24           | 9 august 2005     | Cerro Tololo       | D. E. Trilling  |
| 260826 –          | 2005 QB             | 17 august 2005    | Ottmarsheim        | Ottmarsheim     |
| 260886 Henritudor | 2005 QP143          | 31 august 2005    | Côtes de Meuse     | M. Dawson       |

## 260901–261000
| Denumire        | Denumire provizorie | Data descoperirii  | Locul descoperirii | Descoperitor(i) |
| --------------- | ------------------- | ------------------ | ------------------ | --------------- |
| 260906 Robichon | 2005 RR2            | 1 septembrie 2005  | Vicques            | M. Ory          |
| 260910 –        | 2005 RY10           | 10 septembrie 2005 | Kingsnake          | J. V. McClusky  |
| 260931 –        | 2005 RA46           | 14 septembrie 2005 | Apache Point       | A. C. Becker    |